# 독일 역사박물관

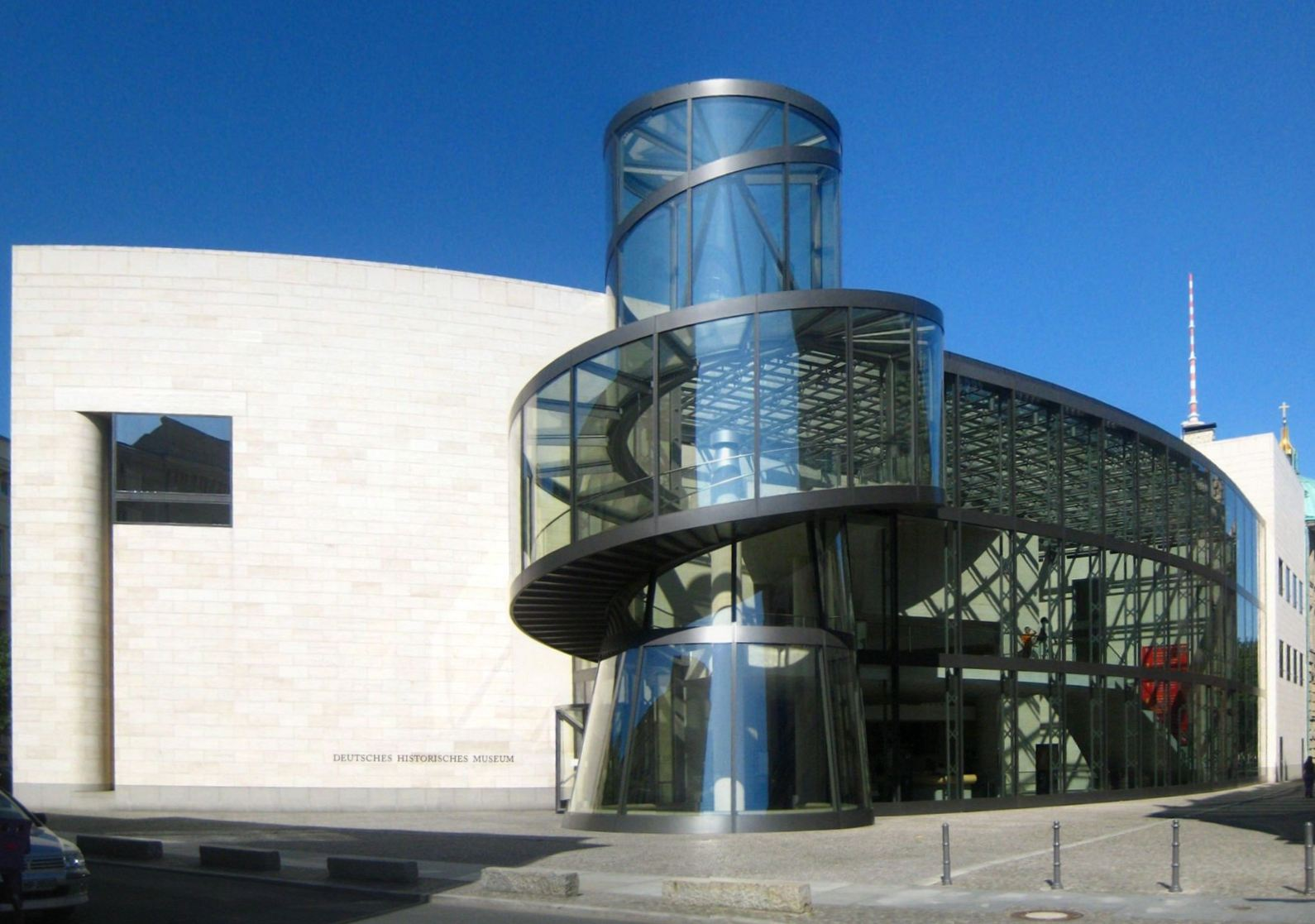
독일 역사박물관

독일 역사박물관(독일어: Deutsches Historisches Museum, DHM)은 독일 베를린에 위치한 역사 박물관이다. 운터덴린덴에 위치한 박물관으로, 초이그하우스에 위치하고 있다.

## 관장
- 크리스포트 스톨츨 (1987년 - 1999년)
- 한스 오토마이어 (2000년 - 2011년)
- 알렉산데르 코흐 (2011년 9월 이후)